# Brebel
Brebel är en ortsteil i kommunen Süderbrarup i Kreis Schleswig-Flensburg i förbundslandet Schleswig-Holstein i Tyskland. Brebel var en kommun fram till 1 mars 2018 när den uppgick i Süderbrarup. Kommunen Brebel hade 396 invånare 2018.